# Svartifoss (Kollafjörður)

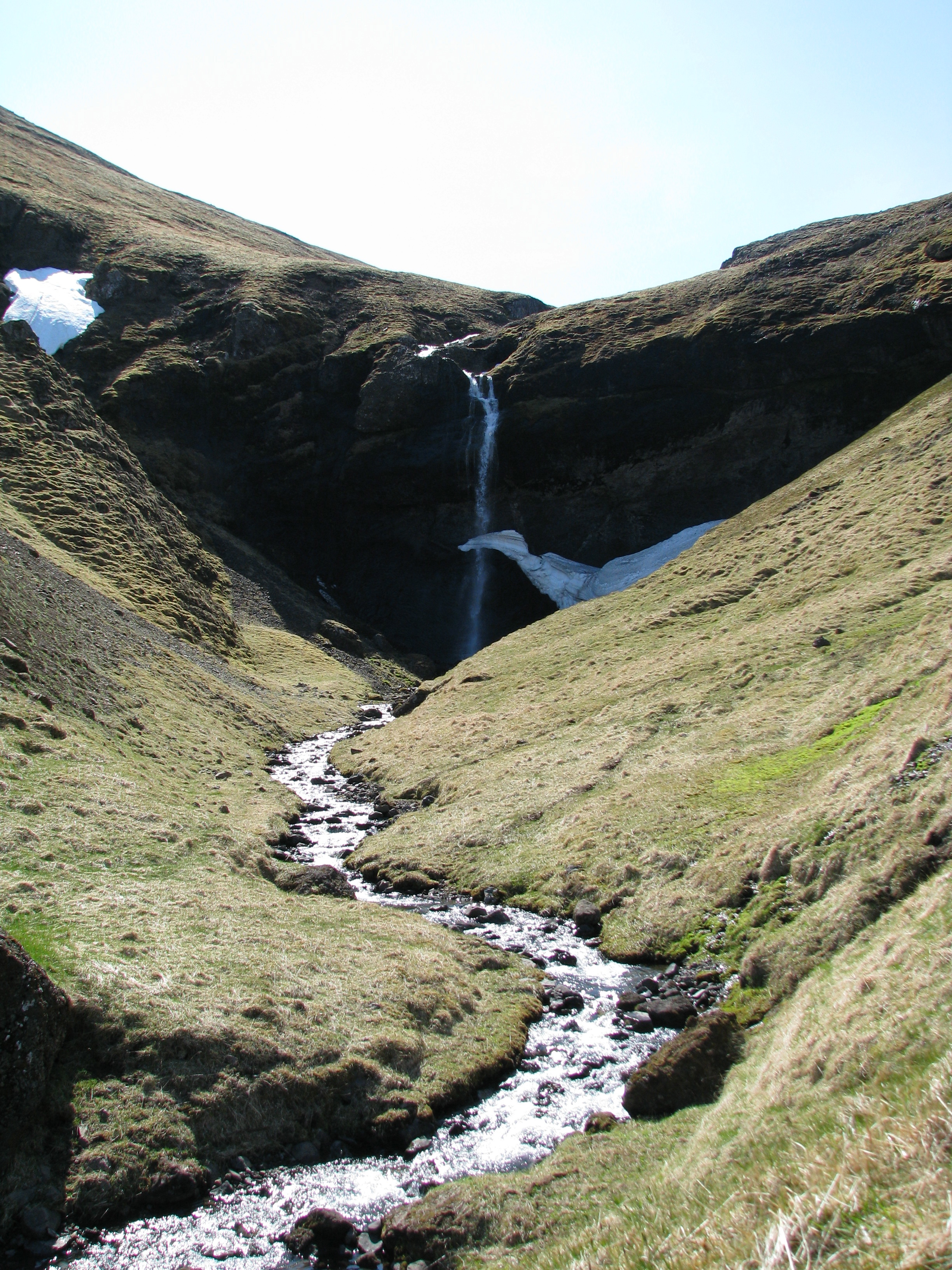
De Svartifoss.

De Svartifoss is een kleine waterval in het noorden van IJsland.

## Ligging
In het district Strandir ligt de Kollafjörður, een fjord waar een klein riviertje in uitkomt. Een zijtakje daarvan komt uit het Húsadalur en hierin ligt het watervalletje. Vanaf de monding van de fjord is de waterval in de verte zichtbaar en in vroeger tijden was hij ook een baken waar de vissers zich op richtten.

## Een andere Svartifoss
In het zuiden van IJsland is er nog een andere, veel bekendere waterval, die ook Svartifoss heet.